# آرزین
آرزین(به انگلیسی:Arzin) که پیشتر با نام ایران یاسوج فعالیت میکرد یک کشتی کانتینری با گنجایش ۱٬۸۳۰ کانتینر است که در سال ۲۰۰۴ میلادی توسط یک شرکت آلمانی ساخته شده و هم‌اکنون تحت مالکیت کشتیرانی جمهوری اسلامی ایران قرار دارد.